# Bienvenidos a Marwen
Bienvenidos a Marwen (en inglés: Welcome to Marwen) es una película estadounidense de drama coescrita por Robert Zemeckis y Caroline Thompson y dirigida por Zemeckis. Está inspirada en el documental de Jeff Malmberg de 2010 Marwencol. La película está protagonizada por Steve Carell, Leslie Mann, Diane Kruger, Merritt Wever, Janelle Monáe, Eiza González, Gwendoline Christie, Leslie Zemeckis, y Neil Jackson. Fue estrenada por Universal Pictures el 21 de diciembre de 2018.

## Sinopsis
Mark Hogancamp es atacado con salvajismo por cinco adolescentes que lo deja en coma durante nueve días. Al despertar no recuerda nada de su vida por lo que comienza a modo de terapia la construcción de un modelo a escala de la Segunda Guerra Mundial en el patio de su casa. Todo acaba lleno de figuras hechas con su cara, la de sus amigos y de algunos de sus atacantes. Además de ayudarle a recordar también hace que su mente invente nuevos escenarios fantásticos.

## Argumento
Un avión de guerra de la Segunda Guerra Mundial pilotado por una figura parecida a una muñeca es alcanzado por el fuego enemigo y se ve obligado a abandonar. Los zapatos del piloto se queman en el rellano y encuentra zapatos de mujer, que usa en su lugar. El piloto se enfrenta a soldados alemanes parecidos a muñecos, que se burlan de él por llevar zapatos de mujer. Los alemanes amenazan con castrarlo, pero son asesinados por un grupo de mujeres con apariencia de muñecas que vienen al rescate del piloto.
Se revela que el escenario es parte de una fantasía elaborada creada por Mark Hogancamp, usando muñecas de moda modificadas en un pueblo modelo llamado Marwen. Mark imagina que las muñecas están vivas y fotografía sus fantasías para ayudarlo a sobrellevar la amnesia y el trastorno por estrés postraumático de un ataque brutal que sufrió tiempo antes, cuando él encontró borracho a un grupo de supremacistas blancos sobre su  fetiche por zapatos de mujer. Las muñecas corresponden a personas que él conoce en la vida real: él mismo como "Cap'n Hogie", El piloto; varias amigas como sus protectoras; y sus atacantes como soldados nazis alemanes. Una muñeca de pelo verde llamada Dejah Thoris es una bruja belga que evita que Cap'n Hogie se acerque demasiado a cualquier mujer.
Mark acepta comparecer ante el tribunal para entregar una declaración de impacto de la víctima después de que su abogado y amigos lo persuadieran, pero al ver a sus atacantes, los imagina como soldados nazis disparándole, y se aterroriza y huye, lo que provoca que el juez Martha J. Harter posponga la audiencia.
Mark se enamora de Nicol, que acaba de mudarse al otro lado de la calle, a quien ha añadido a su fantasía. Imagina que el muñeco Nicol está enamorado de Cap'n Hogie y que se casan. En la vida real, Mark le propone matrimonio a Nicol, quien le dice que desea seguir siendo solo amigos. Mark está angustiado y contempla el suicidio. En sus fantasías, Nicol recibe un disparo de un nazi, quien a su vez es asesinado por Cap'n Hogie pero devuelto a la vida, junto con otros soldados nazis, por Deja Thoris. El capitán Hogie se da cuenta de que Deja Thoris es un espía nazi, y Mark se da cuenta de que las pastillas que pensó que lo estaban ayudando en realidad lo estaban lastimando. Mark vierte las pastillas por el fregadero y se compromete a romper su adicción.
Mark asiste a la audiencia reprogramada y pronuncia su declaración. Esa noche Mark asiste a la exposición de su trabajo y hace una cita con su amiga Roberta, vendedora en la tienda de pasatiempos donde es cliente. La película termina con una foto del verdadero Mark Hogancamp, de exitosa carrera como fotógrafo.

## Reparto
- Steve Carell como Mark Hogancamp.
- Leslie Mann como Nicol.
- Merritt Wever como Roberta.
- Janelle Monáe como GI Julie.
- Eiza González como Caralala.
- Gwendoline Christie como Anna.
- Leslie Zemeckis como Suzette.
- Neil Jackson como Kurt.
- Matthew O'Leary como Benz.
- Diane Kruger como Deja Thoris.
- Falk Hentschel como Hauptsturmführer Ludwig Topf.
- Stefanie von Pfetten como Wendy.
- Siobhan Williams como Elsa.

## Producción
El 28 de abril de 2017, se anunció que Robert Zemeckis dirigiría una película de fantasía y drama aún sin nombre protagonizada por Steve Carell. El 19 de mayo de 2017, se anunció que Leslie Mann y Janelle Monáe se habían unido al reparto. El 23 de mayo de 2017, Eiza González se integró a la película. En junio de 2017, se reportó que Diane Kruger interpretaría al villano mientras que Gwendoline Christie también a unía al elenco. En julio de 2017, Merritt Wever y Neil Jackson se incorporaron a la película. El 6 de agosto de 2017, el estudio contrató al actor alemán Falk Hentschel para interpretar a un villano, Hauptsturmsfuhrer Ludwig Topf. El 21 de agosto de 2017, la esposa del director, Leslie Zemeckis fue contratada para un papel aún no identificado.
La fotografía principal comenzó en Vancouver, Canadá el 14 de agosto de 2017. El rodaje fue completado alrededor del 19 de octubre de 2017.
En junio de 2018, la película fue titulada oficialmente Welcome to Marwen.

## Estreno
La película fue estrenada por Universal Pictures el 21 de diciembre de 2018.

## Recepción
Welcome to Marwen ha recibido reseñas mixtas a negativas de parte de la crítica y de audiencia. En el sitio web especializado Rotten Tomatoes, la película posee una aprobación de 34%, basada en 172 reseñas, con una calificación de 4.9/10 y con un consenso crítico que dice: "Welcome to Marwen tiene efectos deslumbrantes y una historia tristemente convincente, pero la sensación inconexa de la película y el guión torpe hacen que esta invitación sea fácil de rechazar." De parte de la audiencia tiene una aprobación de 48%, basada en más de 1000 votos, con una calificación de 3.1/5.
El sitio web Metacritic le ha dado a la película una puntuación de 40 de 100, basada en 38 reseñas, indicando "reseñas mixtas o promedio". Las audiencias encuestadas por CinemaScore le han dado a la película una "B-" en una escala de A+ a F, mientras que en el sitio IMDb los usuarios le han dado una calificación de 6.2/10, sobre la base de 24 307 votos. En la página web FilmAffinity la cinta posee una calificación de 5.8/10, basada en 2514 votos.